# Abbaye Notre-Dame d'Aunay
L'abbaye Notre-Dame d'Aunay est une ancienne abbaye fondée au XIIe siècle, d'abord savinienne, devenue cistercienne en 1147, qui se dresse sur le territoire de la commune française d'Aunay-sur-Odon, dans le département du Calvados, en région Normandie.
L'histoire de l'abbaye est intimement liée à celle de la baronnie d'Aunay dont les seigneurs sont inhumés depuis le XIIe siècle dans l'église dont ils sont les patrons.

## Localisation
L'abbaye Notre-Dame d'Aunay est située à un kilomètre à l'ouest d'Aunay-sur-Odon, près de la rivière l'Odon, dans le département français du Calvados.

## Historique

### 650 ans d'existence

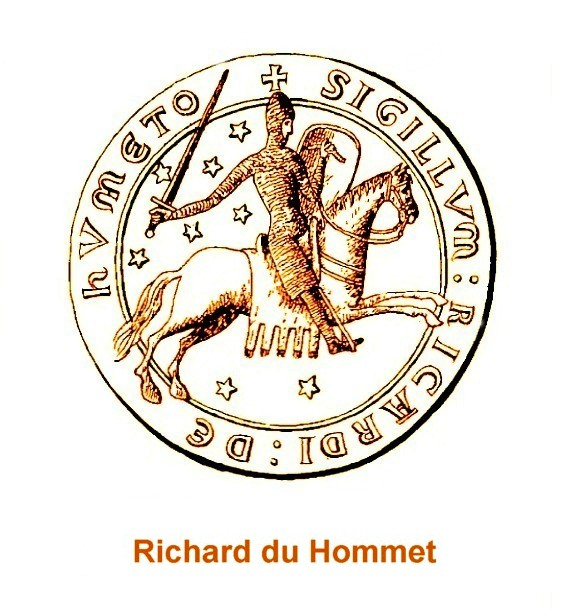
Richard du Hommet.

On fixe la fondation de l'abbaye Notre-Dame d'Aunay, dédiée à la vierge, dans la filiation de Savigny dont elle est la 9e fille, au 15 juillet 1131. Les fondateurs, Jourdain de Say, seigneur d'Aunay, près d'Argentan, et Luce, son épouse, donnent le terrain sur le versant nord du mont des Lenques où s'élève le monastère primitif. Le 15 novembre 1136, elle est fondée sous le vocable de Notre-Dame.
Leurs donations sont considérablement augmentées par le gendre du fondateur, Richard du Hommet, connétable héréditaire du roi d'Angleterre pour la Normandie, qui transfère l'abbaye sur les bords de la rivière Odon, à mille pas du premier emplacement. Une charte d'Henri Ier, roi d'Angleterre, confirme l'ensemble de ces donations au monastère. L'abbaye opte pour la filiation de Clairvaux (ordre cistercien) en 1147 et son abbatiale est consacrée le 29 avril 1190 par Guillaume du Hommet, fils aîné de Richard. En 1151, Gilbert de Say, fils du fondateur, confirme dans une charte datée de son château de Marigny les donations faites par son père à l'abbaye et en ajoute de nouvelles.
L'abbaye est pillée en 1528 et 1540, et s'en relève avec difficulté, puis passe sous le régime de la commende. Elle est à nouveau endommagée lors des guerres de Religion.
En 1635, l'abbaye adopte la mouvance de l'étroite observance. Les moines, malgré leur petit nombre, reconstruisirent à la fin du XVIIe début XVIIIe siècle les bâtiments ainsi que le cloître. En 1791, les derniers moines doivent quitter le monastère.
Vendue à la Révolution, une partie est démolie, le reste occupé par une importante filature appartenant à M. Leprince, puis par une fromagerie qui cessa de fonctionner en 1976.
Dans les archives du Calvados, les premières chartes de fondation seigneuriales n'existent plus aujourd'hui. Le premier archiviste, Eugène Chatel, attribue la responsabilité de cette perte à Léchaudé d'Anisy. En revanche, l'acte de confirmation générale d'Henri II a été conservé, confirmé par Robert des Ablèges, l'évêque de Bayeux. L'acte de confirmation de Richard Cœur de Lion est la célèbre charte aux lacs d'amour. C'est également dans ce fonds que sont conservés les plus beaux sceaux des archives du Calvados, appartenant à Guillaume du Hommet. Par l'importance des chartes médiévales conservées, le fonds d'Aunay est un des plus beaux avec celui de église Saint-Étienne de Caen, de l'abbaye Saint-Martin de Troarn, et de l'abbaye de Saint-André-de-Gouffern'.

### Société Laitière des Fermiers Normands

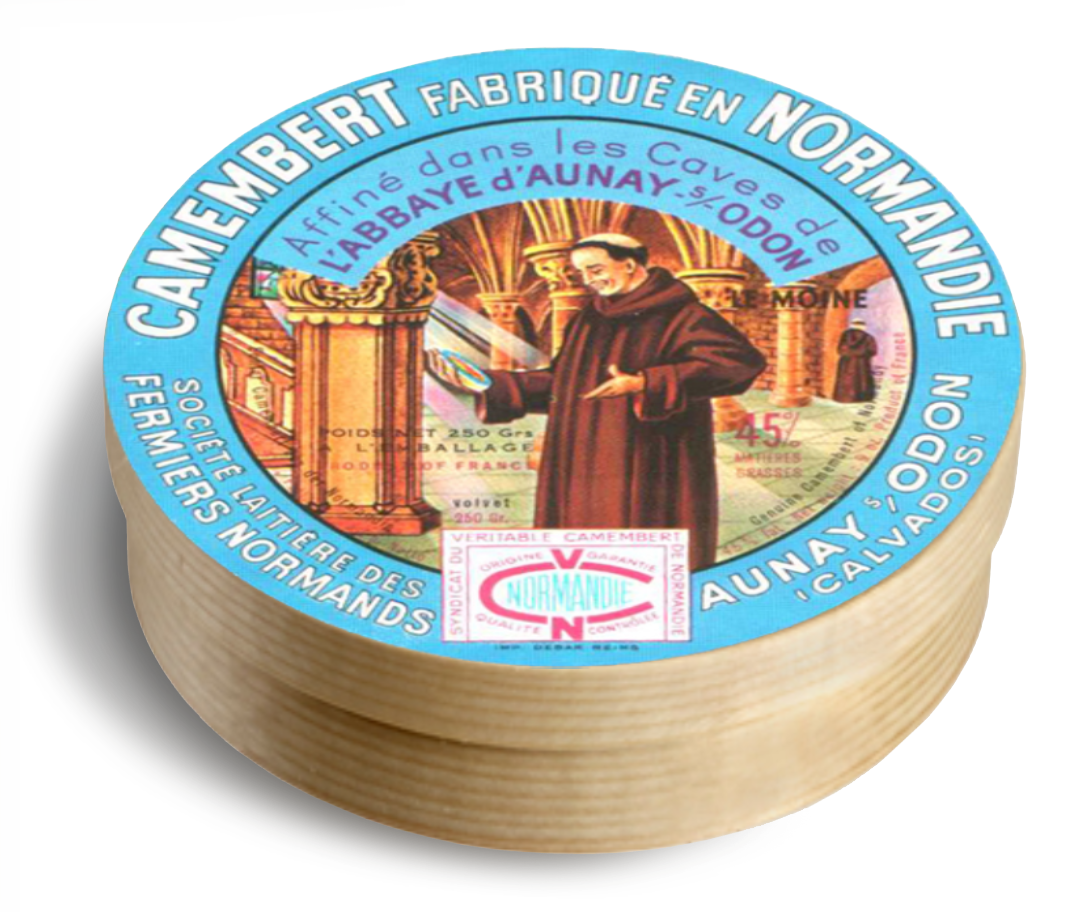
Camembert fabriqué en Normandie, affiné dans les caves de l’abbaye d’Aunay-sur-Odon.

L'abbaye d'Aunay-sur-Audon est devenue ensuite le siège social de la Société Laitière des Fermiers Normands créée en 1890. Son siège social se trouve alors à Ferrières-en-Bray, à l'époque en Seine-Inférieure. En 1892, la société acquiert un moulin à huile situé à Bernières-d'Ailly, près de Jort dans le Calvados. Transformé en fromagerie, celui-ci devient alors le nouveau siège social de la SLFN, jusqu'à la Première Guerre mondiale. Cette usine sera vendue en 1956, à Bernard et Philippe Leboucher.
Dans les années 1920, la société acquiert l'abbaye d'Aunay-sur-Odon. Le 6 mai 1927, la SLFN dépose au greffe du tribunal de commerce de Caen, la marque Le Moine, qui sera commercialisée pendant 53 ans, jusqu'en 1980 Ce nom a été choisi car depuis la fondation d'une abbatiale à Aunay-sur-Odon en 1131, Aunay est toujours restée un bourg typiquement monastique jusqu'à la Révolution.

## Description
Il ne reste de l'église abbatiale, bâtie en calcaire, que la partie orientale du bas-côté du transept (moitié de la nef, des parties du transept, d'un bas-côté du chœur et une porte du dernier style ogival). Les chapiteaux conservés, soit à feuilles d'eau animées d'une volute d'angle, ou ornés de deux rangs d'arcatures, sont caractéristiques des années 1150-1160.
Le reste des bâtiments actuels est moderne et largement construit dans une pierre très dure (grès), ressemblant à celle du château de Torigny et que l'on trouve à proximité de l'abbaye.

### Les bâtiments claustraux

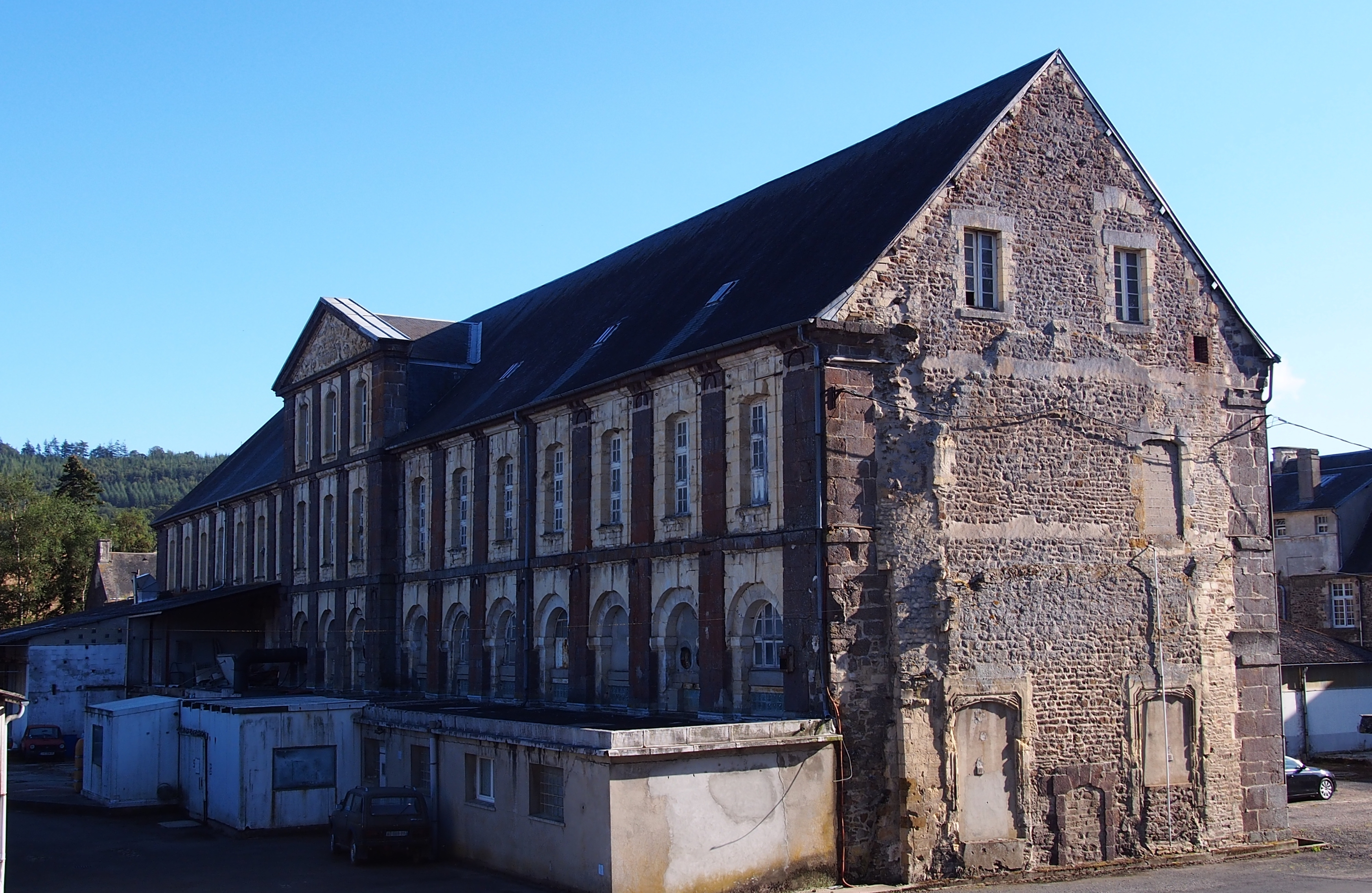
Le bâtiment.

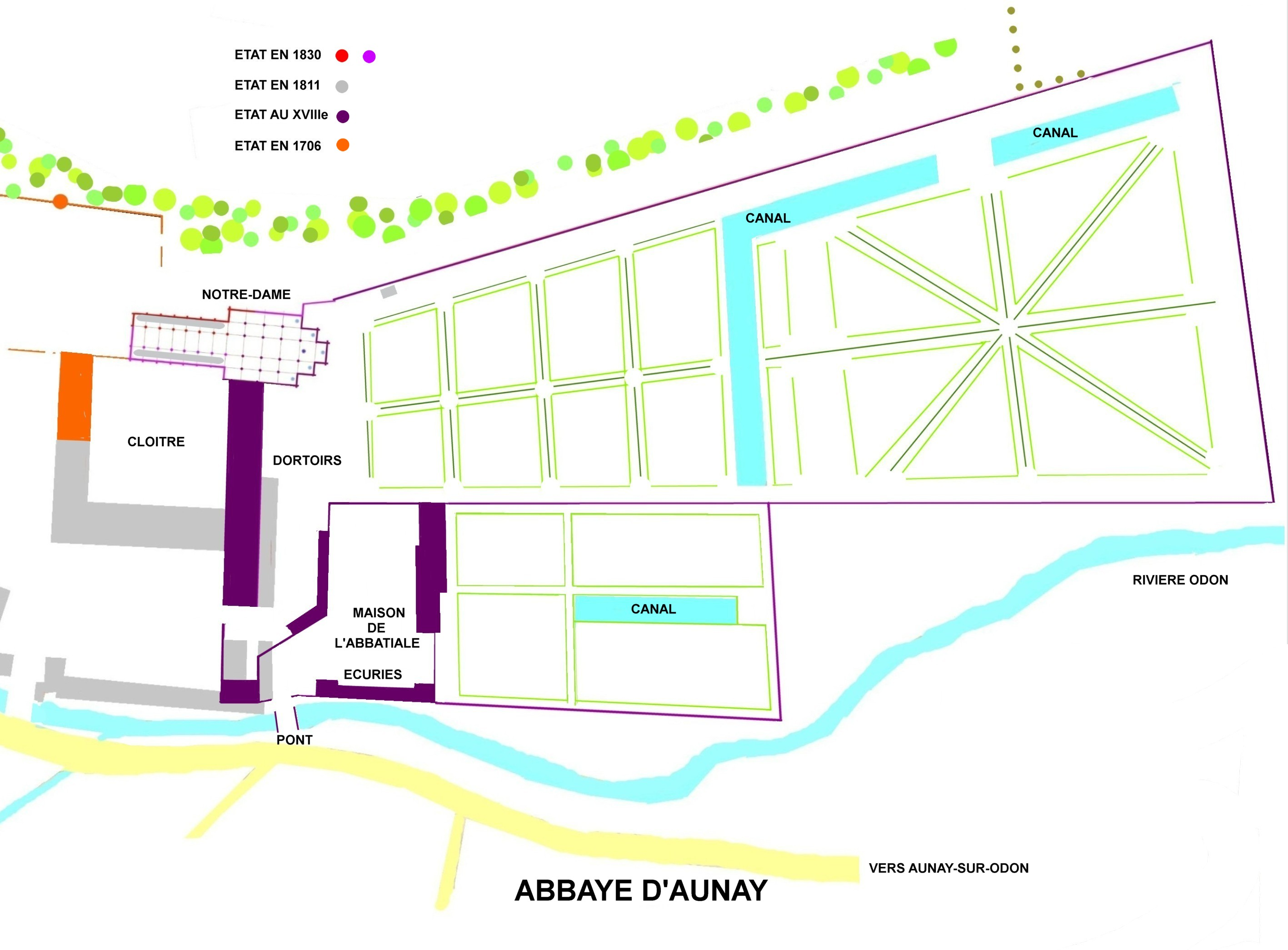
Plan de l'abbaye.

La transformation de l'abbaye en manufacture à la Révolution a profondément modifié le site mais le cadastre de 1811 conserve le parcellaire d'origine et l'impact d'une partie du bâti. Des bâtiments il subsiste : le quartier des hôtes, qui arbore un bel escalier central, et auquel on a ajouté au début du XXe siècle un étage, entrainant la suppression du fronton de la façade ; une partie de l'aile du réfectoire, ainsi que la bibliothèque avec sa cheminée style Louis XV.
Une vue de 1706, un plan partiel du XVIIIe siècle et de nombreuses mentions dans les actes de l'abbaye permettent la reconstitution d'une partie importante du monastère à l'exclusion de la cour ouest.
Les bâtiments claustraux sont installés en limite sud de la rivière l'Odon, desservis par le chemin d'Aunay. On entre dans le monastère par un pont dans une première cour avec la maison de l'abbatiale et l'écurie, puis dans une autre devant les dortoirs avec une maison pour le jardinier et un grand jardin avec trois canaux ou étangs.
L'ensemble est organisé autour d'un cloître au sud de l'église qui a un accès sur le chemin des fermes. La vue de 1706 laisse apparaitre une amorce d'enclos à l'est avec un passage vers le sud. L'abbaye d'Aunay reprend le schéma classique des abbayes cisterciennes.

### L'église Notre-Dame

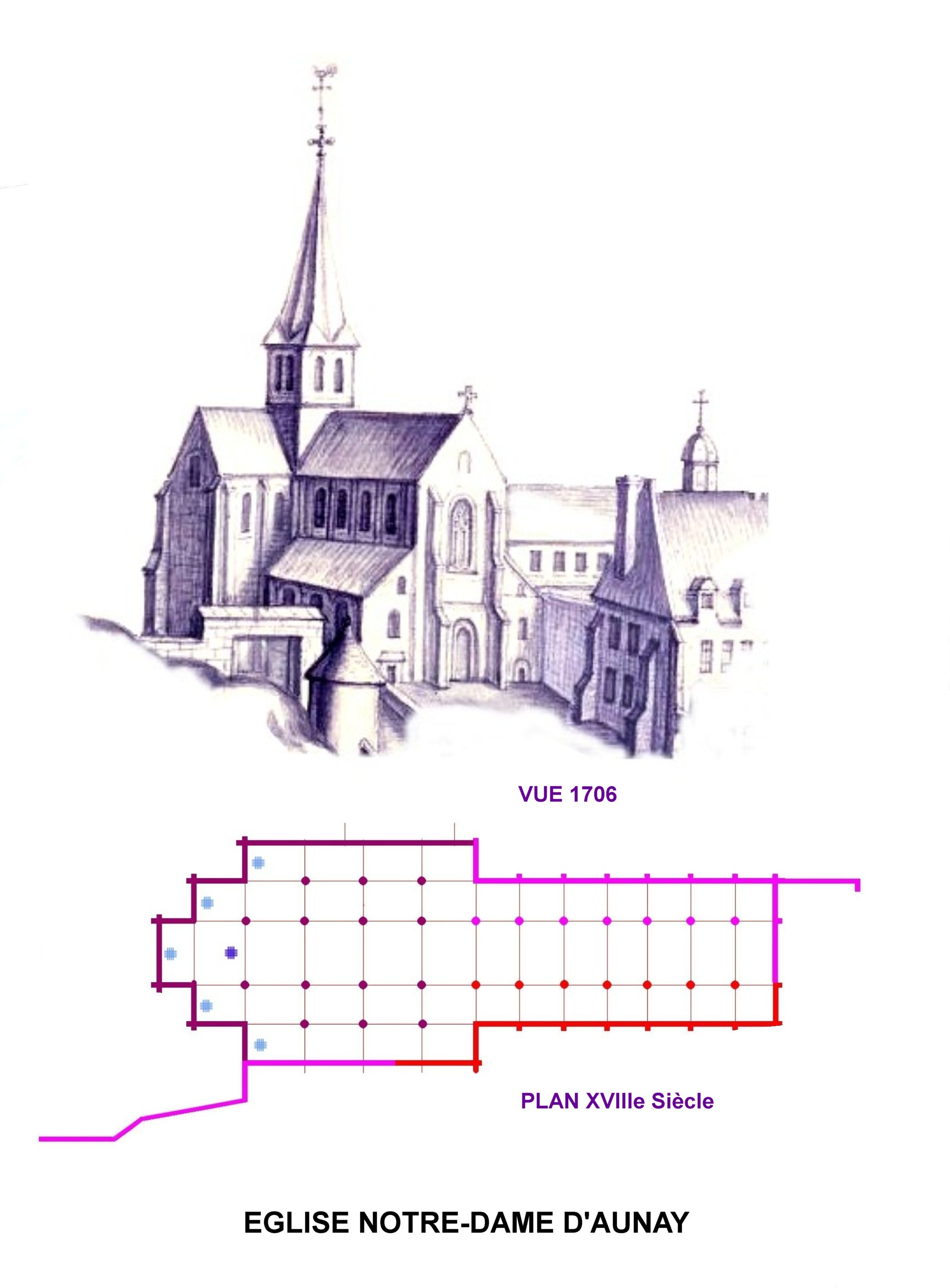

De l'église primitive de 1190, il reste les murs d'un côté et quelques chapiteaux. L'abbaye eut à souffrir des bombardements de 1944 qui détruisirent les boiseries, les tableaux et les livres.
S'il ne reste aujourd'hui que quelques vestiges, l'église Notre-Dame est connue par le plan du XVIIIe siècle qui donne un état précis du chœur, le relevé des ruines de 1830 et les textes.
La superposition fait clairement apparaitre deux trames de construction différentes pour la nef et le chœur. L'entre-axe des piliers est plus faible pour la nef et correspond à la structure en charpente décrite dans les textes. Les chœur et transept sont voutés de pierre. L'église a 176 pieds de long pour 43 pieds de large pour la nef et 67 pieds pour le transept. Autour du maître-autel sont disposées cinq chapelles dont la principale est dédiée à la Vierge, les autres à saint Thomas, sainte Marie-Madeleine, saint Jean-Baptiste et saint Martin. Le chœur a des stalles où sont adossés deux autels.
En 1830, il ne reste que la moitié de la nef, quelques parties du transept et d'un bas-côté du chœur, une porte de dessin ogival. La nef est dans le style de transition du XIIe siècle et présente quelques particularités. À l'intérieur les arches inférieures sont ogivales et les fenêtres en plein cintre. En façade, la porte est en plein cintre et les fenêtres ogivales. Le transept ne conserve qu'une porte romane. Le bas-côté nord semble du XIVe siècle.
Des plates-tombes, figures de défunts sur céramique, sont découvertes dans l'église avant 1880.

### L'aile est

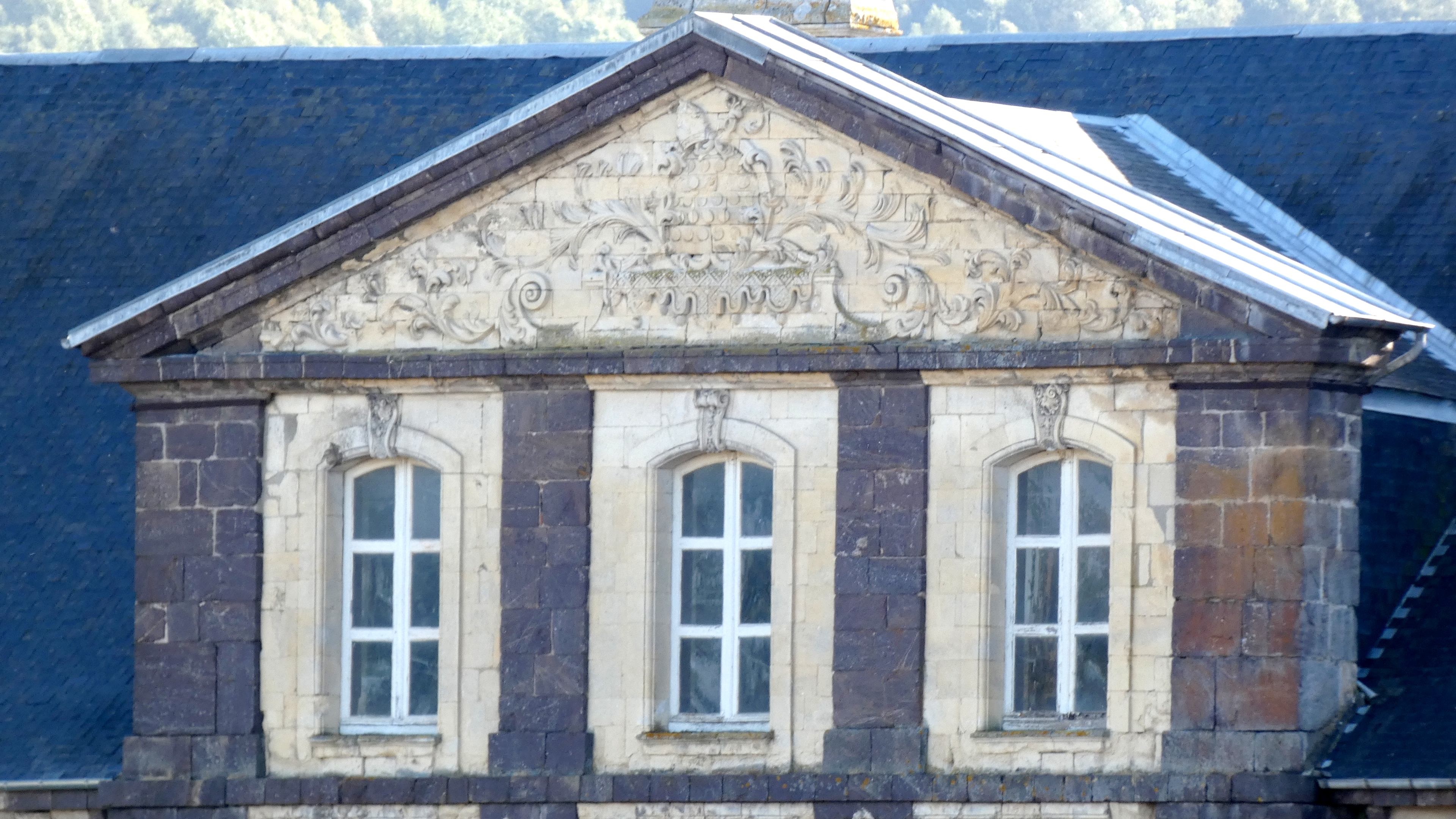
Fronton de l'aile est.

L'aile est de l'abbaye est reconstruite en 1723 sous l'abbatiat de dom Raucour. Elle arbore une façade classique où alterne le calcaire et le grès. Un fronton triangulaire sculptée aux armes de l'abbaye par le moine Varignon, la surmonte.

### L'aile ouest
L'aile ouest est reconstruite en 1688 par le maître d’œuvre Bénédict Pelcerf. L'escalier tournant à deux volées droites, avec sa rampe en fer forgé a été posé en 1695, s'éclaire par trois baies centrales.

## Filiation
Notre-Dame d'Aunay est fille de l'abbaye de Savigny et mère de Val-Sainte-Marie en Angleterre en 1178 et de Torigny en 1307.

## Terriers, propriétés, revenus, dépendances

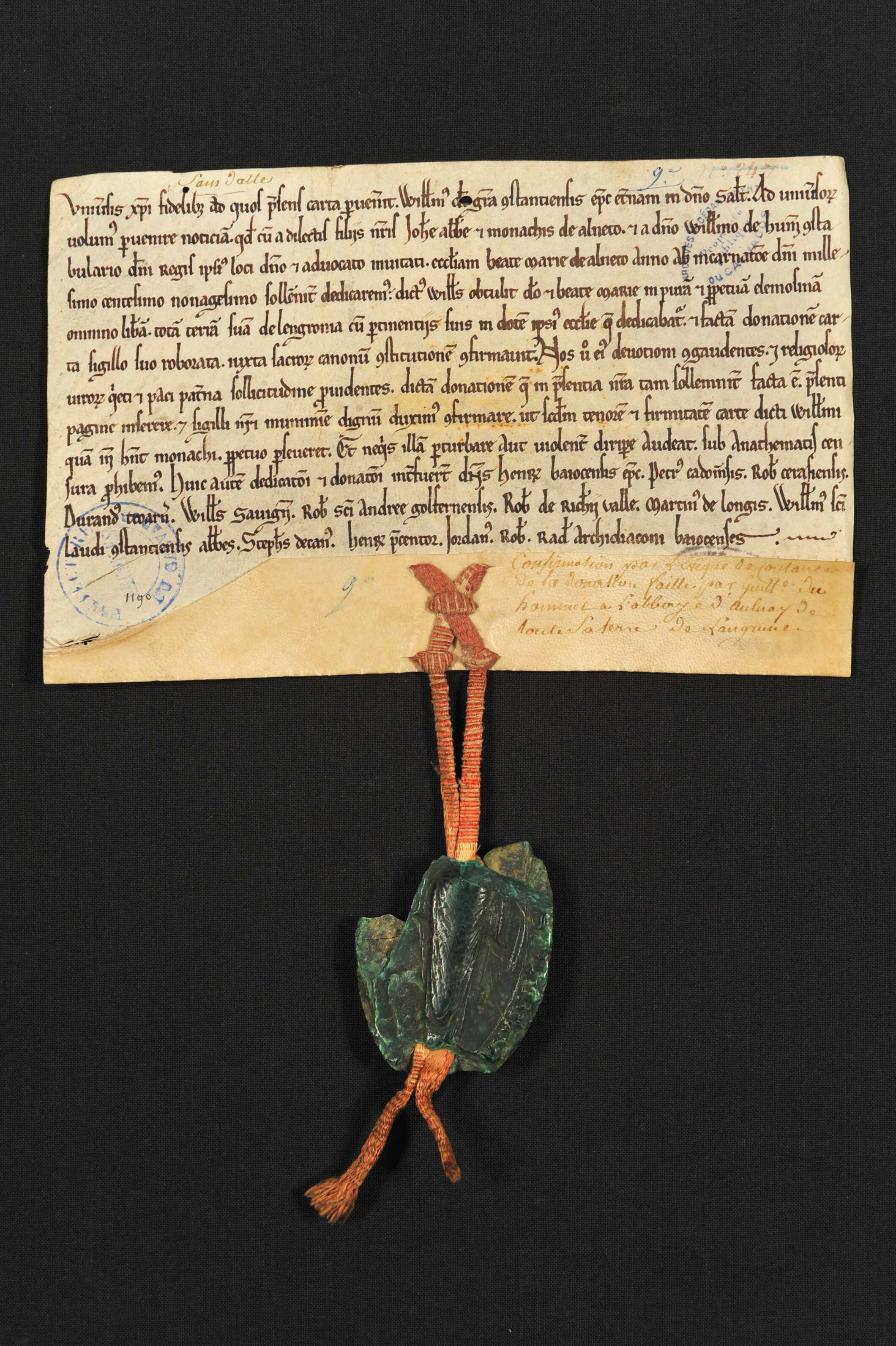
Charte de Guillaume de Tournebu, évêque de Coutances, attestant que, à l’occasion de la dédicace de l’église abbatiale, Guillaume du Hommet a donné sa terre de Langrune à l’abbaye d’Aunay.

Dès sa fondation, Aunay est riche et les descendants de Jourdain de Say et Richard du Hommet, seigneurs d'Aunay et de Semilly lui apportent de nouveaux biens. L'Abbaye achète et vend des terres, des rentes et fait office d'établissement de crédit. Elle a le droit de patronage et perçoit les revenus des églises de Beauquay, Hérouvillette, Grainville-la-Campagne, Maisoncelle-Pelvé, La Vacquerie, Amfreville, Cambes, Semilly, Banneville-sur-Ajon et Balleroy dans l'évêché de Bayeux, Bonfossé, Sainte-Marie, Cenilly, Marigny, Remilly et Chevry dans celui de Coutances.
Outre de nombreux droits féodaux sur le domaine fieffé qui disparaissent à la Révolution, la vente des biens nationaux nous donne une idée de sa richesse :
- à Aunay : église, enclos et bâtiments : 46 600 L, les fermes de la Garenne, du Bas Breuil, de Beauvais, de Capeauville et de Dessous du Bosc : 215 000 L ;
- la terre de Langrune-sur-Mer : 70 000 L, Mathieu : 22 000 L, Cambes : 30 000 L, Ranville : 9 300 L, Norrey: 3 000 L, la ferme du lieu Hérel à Bures : 14 400 L, les fermes et bois d'Ondefontaine : 74 600 L, la ferme Saint-Hilaire de Grainville-la-Campagne : 54 000 L et des terres moins importantes à Rots, Beauquay, Saint-Georges-d'Aunay, Vassy, Asnelles et Vienne[15].

## Liste des abbés

### Les abbés réguliers
- Le premier, Vivianus, vient de l'abbaye de Savigny et reçoit des dons de Guillaume d'Apres, Richard de Saint-Rémy, Guillaume de Soulle, Robert Le Breton, Enguerant de Port, Raoul de Cahaignes, Guillaume fils d'Orange, Auvray fils de Symon et Robert de Mathan. Dès sa fondation, l'abbaye est largement pourvue.
- Chrétien transige sur des biens en Angleterre, Richard du Hommet, connétable héréditaire devenu vieux, entre comme simple moine et est inhumé en 1181 dans le sanctuaire.
- Sous Henry, les familles Pellevé, Villers, Vassy, Marmion, du Manoir, de Saint-Germain rivalisent de générosité et certains viennent chercher le repos sous la bure, puis sous les dalles de l'église.
- Guillaume transige en 1260 avec les templiers.
- Jean III fonde en 1307 une nouvelle abbaye à Torigny.
- Thomas du Manoir, 16e abbé, fait construire en 1347 le tour des chapelles qui environnent le grand autel. Il est enterré dans la principale des cinq chapelles, celle dédiée à la Vierge.
- Jean V subit en 1388 l'invasion anglaise. En 1424, la rupture est complète avec les possessions anglaises.
- Nicolas de Mons gouverne pendant la reprise de la guerre anglaise et agrège l'abbaye à l'université de Caen en 1439.
- Géofroy Denis est abbé pendant 49 ans.
- En 1513, Michel Quesnot meuble le monastère et fait garnir le chœur de stalles. En 1528, l'abbaye est pillée ; argent, vases sacrés, bestiaux, chevaux et titres sont volés.
- Gilles Godin, décédé en 1532, est le dernier abbé régulier[15].

### Les abbés commendataires

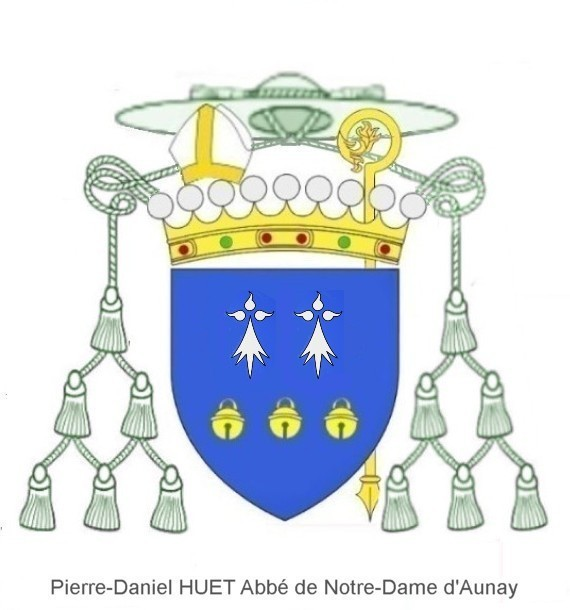
Pierre Daniel Huet.

- Olivier de Saint-Julien, premier abbé commendataire, loue son abbaye aux moines.
- Son frère François de Saint-Julien qui lui succède donne le tiers des revenus aux religieux. En 1556, les murs de l'abbaye sont tombés, le seigneur d'Aunay est protestant, les moines s'enfuient et restent dispersés pendant trois ans. Un vieillard impotent est pendu. Le seigneur prend les revenus du monastère. En 1577, Pierre Prévôt vend la baronnie de la Ferrière-au-Val.
- En 1593, le roi Henri IV donne Aunay à son secrétaire Jean Bertaut, aumônier de la reine Marguerite.
- Son frère Pierre Bertaut obtient la commende en 1611 puis se marie et Louis Bretel le remplace.
- Jean-Pierre Camus adopte la réforme de l'étroite observance en 1635. Il reste neuf religieux dont six prêtres, un convers et deux novices. L'abbé Charles Dufour, son neveu, décède en 1679.
- Le roi Louis XIV nomme Pierre-Daniel Huet, membre de l'Académie française de 1674 à 1721, sous-précepteur du Dauphin. Il publie quelques textes sur Aunay où il réside plusieurs années. En 1686, l'abbaye compte douze religieux de chœur dont dix prêtres, deux novices et deux convers. Suivent :
- René-François de Froulay-Tessé, colonel du régiment de Tessé ;
- André-François de Brancas, aumônier du roi, puis ;
- son frère Joseph de Brancas-Villeman.
- André-Balthasar d'Armand de Forest de Blacons est le dernier abbé commendataire. Le 3 mars 1790, la municipalité d'Aunay remet quelques meubles à chacun des moines[15].

## Postérité

### Armoiries
Les armes de l'abbaye se blasonnent : de gueules à trois fasces d'or accompagné de besans de l'un et l'autre.

### Sceau
Sceau de Notre-Dame d'Aunay, 1452, rond, 36 mm. Dans une niche gothique, la Vierge assise, couronnée tenant l'enfant Jésus et un livre. Dans le champ à dextre, un rameau.
Les religieux d'Aunay ont conservé une importante collection de sceaux depuis le XIIe siècle sur les familles : du Hommet, Semilly, Tesson, Tamelin, Évrecy, Coisnières, du Manoir, Bretteville, Firz-Osbern, Pellevé, Courcy, Vassy, Longueville, Bures, Marmion, Villers, Pontécoulan, de la Rivière, de Saint-Germain… des Templiers, des vicomtés de Caen, Condé-sur-Noireau, Marigny.

### Iconographie
- Plaque tombale de Thomas du Manoir, 16e abbé.
- Plaque tombale de Nicolas de Mont, 19e abbé, mort en 1416.
- Vitrail avec des moines à genoux, liste de noms, date 1349 édification des chapelles[18].